# Boros Lajos
Boros Lajos (Budapest, 1947. április 12. – Budapest, 2024. augusztus 8.) magyar zenei szerkesztő, műsorvezető, író, újságíró, szövegíró, gitáros, énekes.

## Életpályája
Szülei Boros Emil és Goldstein Klára. Középiskolai tanulmányait a Bánki Donát Gépipari Technikumban végezte. Főiskolai tanulmányait a Kandó Kálmán Villamosipari Főiskola gyengeáramú szakán végezte 1967–1970 között. 1967–1968 között a Hűtőgép KTSZ-nél bádogos, 1970–1971 között a Telefongyár üzemmérnöke. 1971-ben a Felfüggesztés című betiltott hangjáték társszerzője. 1971–1977 között az Infelor számítástechnikai cég munkatársa volt. 
Az 1972-es Ki mit tud?-on első helyezett lett pol-beat kategóriában mint gitáros-énekes. 1974-től rendszeresen publikált, gitáros-énekesként önálló esteket tartott. 1977-től musicalek társszerzője. 1977–1984-ben a KISZ Központi Művészegyüttes folkpódiumának művészeti vezetője. 1985–1990 között a Hungaroton popzenei főszerkesztője volt. 
1989–1997 között a Danubius Rádió szerkesztő-műsorvezetője (show-műsorai: Bosszú Rt., BuBo Show, Mikulás-show, Sumák dumák). 1991-ben a BMG Hungary marketing-menedzsere. 1991-től a Magyar Hírlapban Szembeszél címen önálló rovata volt. 1994-ben a Fogadjunk című tv-sorozat szerkesztője. 1991–1995 között az ATV-ben a Sumák poplexikon című sorozatot szerkesztette. 1995–1997 között az A3 televízió és a Danubius Rádió Cappuccino című reggeli műsorának vezetője. 1992–1996 között a Friderikusz-show munkatársa. 1993-tól a Satyrock Bt. ügyvezető igazgatója. 1995-től a Sumák Dumák Kft. közép-kelet-európai igazgatója volt. 
1997-től a Danubius Rádió kreatív igazgatója. 1999-től a Sláger Rádió, majd a Neo FM Bumeráng című reggeli műsorának vezetője. 1999–2001 között az RTL Klub Kész átverés című show-jának műsorvezetője volt. 2001-től Bochkor Gáborral talkshow-t vezetett a TV2-n.
2024. augusztus 8-án hosszú betegség után hunyt el. 2024. augusztus 12-én Nagykőrösön izraelita szertartás keretében helyezték végső nyugalomra. A búcsúztatón unokatestvérei mondtak beszédet, és a család búcsúlevelét is felolvasták.

## Magánélete
1971-ben házasságot kötött Palotai Valériával. Három fiuk született: Dániel (1975), Dávid (1978) és Dénes (1988).

## Művei

### Musicalek (Trunkos Andrással)
- Fehérlófia
- Megvert közművelő
- Bekapcsol a Bosszantógép
- A Didergő Királynő legkisebb fia

### Könyvek
- Sakálok; ILV, Bp., 1983 (IM exkluzív)
- Stage pass. Rock & roll kipakolás; IRI, Bp., 1987
- Sumák dumák. Elszabott névnap-tár; Kalendart–Danubius Rádió, Bp., 1992
- Sakálok (rock band), avagy: Hogyan született a Csőhalmadár, 1980–2004; Alexandra, Pécs, 2004
- Lali király papagája voltam, avagy Grün blog, 2005. augusztus 1–2006. október 28.; fotó Leslie Roth; SDC Kft., Bp., 2007
- Bochkor Gábor–Boros Lajos–Voga János: A Bumeráng aranyköpései; Sanoma Budapest, Bp., 2008
- Frekvencia háború. A Sláger Rádió utolsó hónapja képekben, fórumokon, SMS-ekben, e-mailekben. Bevégeztetett 2009. november 18-án; szerk. Boros Lajos; SDC Kft.–Sláger Rádió, Bp., 2010
- Boros Lajos–Köves Tamás: Csókbál; SDC Kft., Bp., 2012

### Lemezek
- Add nekem azt a régi hitem!
- Humorfesztivál (egy-egy dal)
- 2 fura fazon

## Díjai, elismerései
- A Magyar Köztársasági Érdemrend lovagkeresztje (2007)